# Гавриловська сільська рада (Сарактаський район)
Гаври́ловська сільська рада (рос. Гавриловский сельский совет) — сільське поселення у складі Сарактаського району Оренбурзької області Росії.
Адміністративний центр — село Гавриловка.

## Населення
Населення — 669 осіб (2019; 772 в 2010, 827 у 2002).

## Склад
До складу сільської ради входять:
| Населений пункт     | Населення, осіб (2002) | Населення, осіб (2010) |
| ------------------- | ---------------------- | ---------------------- |
| Булгаково, присілок | 138                    | 133                    |
| Гавриловка, село    | 579                    | 559                    |
| Правда, присілок    | 67                     | 46                     |
| Родники, присілок   | 43                     | 34                     |